# الزهراء
الزهراء (به عربی: الزهراء ) یک منطقهٔ مسکونی در سوریه است که در استان حلب واقع شده‌است.

## خصوصیات
الزهراء ۱۳٬۷۸۰ نفر جمعیت دارد.